# Мульт.ру
«Мульт.ру» — российская студия флеш-анимации из Санкт-Петербурга. Студией руководили Олег Куваев и Наталья Крузе. Студией были созданы мультсериалы «Масяня», «Магазинчик БО!», «Ежи и Петруччо» и «6½» и множество других мультфильмов.
Сайт студии заблокирован Роскомнадзором на территории РФ с 27 марта 2022 года из-за эпизода мультсериала «Масяня» про вторжение России на Украину. После блокировки сайта было создано зеркало http://multru.com.

## О студии
В 2001 году российский художник и дизайнер Олег Куваев из Санкт-Петербурга выложил на своей домашней интернет-странице несколько мультфильмов о забавном персонаже по имени Масяня. 22 октября 2001 года зарегистрировал сайт www.mult.ru, на который стали добавляться мультфильмы о Масяне. Вскоре Куваева уволили с работы в компании pig.ru, и вместе с Натальей Крузе, которая работала в той же компании, Куваев открыл студию, которая поначалу была направлена на создание рекламных мультфильмов на заказ. Постепенно на студию приходили все новые и новые люди, и вскоре «Мульт.ру» развилась в полноценную студию. «Мульт.ру» стала первой в России студией, специализирующейся на flash-анимации.
В 2002 году телеведущий Леонид Парфенов заинтересовался «Масяней» и предложил «Мульт.ру» показывать каждую неделю мультфильмы в его программе «Намедни». Студия приняла предложение и еженедельно по ТВ транслировалась новая серия «Масяни». В конце концов в результате деятельности ООО «Масяня», продюсировавшая «Мульт.ру», прервала финансирование новых серий и сериал перестал появляться на телевидении. Впоследствии разные эпизоды сериала многократно транслировались разными каналами, но уже бессистемно.
2 февраля 2003 года студия де-факто лишилась сайта mult.ru, доступ к редактированию которого был полностью перекрыт со стороны ООО «Масяня» для Куваева и остальных сотрудников студии. После этого Куваев создаёт сайт hrundel.ru.
В 2003 году стали появляться новые сериалы — «Магазинчик БО!», повествующий о деяниях инопланетного зайца по имени БО на Земле; «6½» — мультсериал о жизни подростков, созданный по заказу сети салонов связи «Связной». Весной 2004 года был запущен сериал «Ежи и Петруччо».

В октябре 2004 года «Коммерсантъ» констатировал: 
«Появление студии „Мульт.ру“, специализирующейся на flash-анимации, с оборотом в несколько десятков тысяч долларов в год, — прецедент в масштабе страны. „Мульт.ру“ удалось создать мультбрэнд, поставить производство на поток, обзавестись крупными долгосрочными контрактами, да и вообще доказать, что flash-анимация способна приносить деньги. Сейчас среди поклонников flash-анимации студия ассоциируется уже не столько со всем известным персонажем Масяней, сколько с новыми мультсериалами».
В октябре 2006 года Олег Куваев покидает «Мульт.ру», забрав права на ключевых персонажей, объяснив это тем, что «Студия медленно умирает», а новые авторские проекты «Мульт.ру» был далеки от зайца БО и Масяни и нацелены на получение быстрой прибыли. «Масяня» и «Магазинчик БО!» до конца года выходили по сценариям Куваева, с его озвучкой и режиссурой. Студия после ухода Куваева планировала запустить 2 мультсериала «Чердачок» (для детей четырёх-шести лет) и «Лёлик и Барбарики».

По словам Куваева: 
«Какое-то время девушка Наташа ещё продолжала делать вид, что ведёт студию без меня. Однако это уже была не моя студия, а нечто с похожим названием, к ней я уже никакого отношения не имею. Сейчас и этих остатков уже нет. Без меня недолго продержались».
Права на «Масяню» остались у Олега Куваева, Права на «6½» остались у сети магазинов «Связной», Права на «Магазинчик БО!» остались у Натальи Крузе, А права на «Ежи и Петруччо» — остались у радио «Ultra».

## Награды
- Премия «Открытие года», учреждённая холдингом «Рамблер» специально для проекта «Масяня»[10][11].
- Пять премий на церемонии вручения третьей ежегодной «Национальной Интернет-Премии» в номинациях Гран-при, «Открытие года», «Веб Выбирает Вас!», «Приз прессы» и «Сетевое искусство»[12].
- Диплом лауреата шестого «Российского интернет-форума» в номинации «За выдающиеся достижения в области применения интернет-технологий среди развлекательных информационных ресурсов»[13]
- Премия на конкурсе «Профиль года» 2001 в номинации «За развитие культуры»[14].
- Несколько наград на региональных конкурсах[15].